# フォルヴェルツ (砲艦)
| 写真は「フォルヴェルツ」。 |                                                 |
| 艦歴                       |                                                 |
| 発注                       | Farnham, Boyd社上海造船所                       |
| 起工                       | 1899年                                          |
| 進水                       |                                                 |
| 就役                       | 1899年                                          |
| 退役                       | 1911年                                          |
| その後                     |                                                 |
| 性能諸元                   |                                                 |
| 排水量                     | 常備：406トン 満載：-トン                       |
| 全長                       | 47.7m 47.0m(水線長)                             |
| 全幅                       | 7.5m                                            |
| 吃水                       | 1.46m（艦首） 2.2m（艦尾）                      |
| 機関                       | 形式不明石炭専焼円缶1基 +レシプロ機関2基2軸推進 |
| 最大 出力                  | 500hp                                           |
| 最大 速力                  | 11.0ノット                                      |
| 航続 距離                  | -ノット/-海里                                   |
| 燃料                       | 石炭：-トン（満載）                             |
| 乗員                       | 36名                                            |
| 兵装                       | クルップ 5cm（40口径）単装砲2基 機銃2丁         |

フォルヴェルツ (ドイツ語:Kanonenboot SMS Vorwärts) は、ドイツ帝国海軍が第一次世界大戦前に建造した砲艦である。

## 概要
本級はドイツ海軍が自国の植民地の警備のために建造した艦級で、海外領土に駐留していた。

## 参考図書
- 「Conway All The World's Fightingships 1860-1905」（Conway）